# Tilia dasystyla

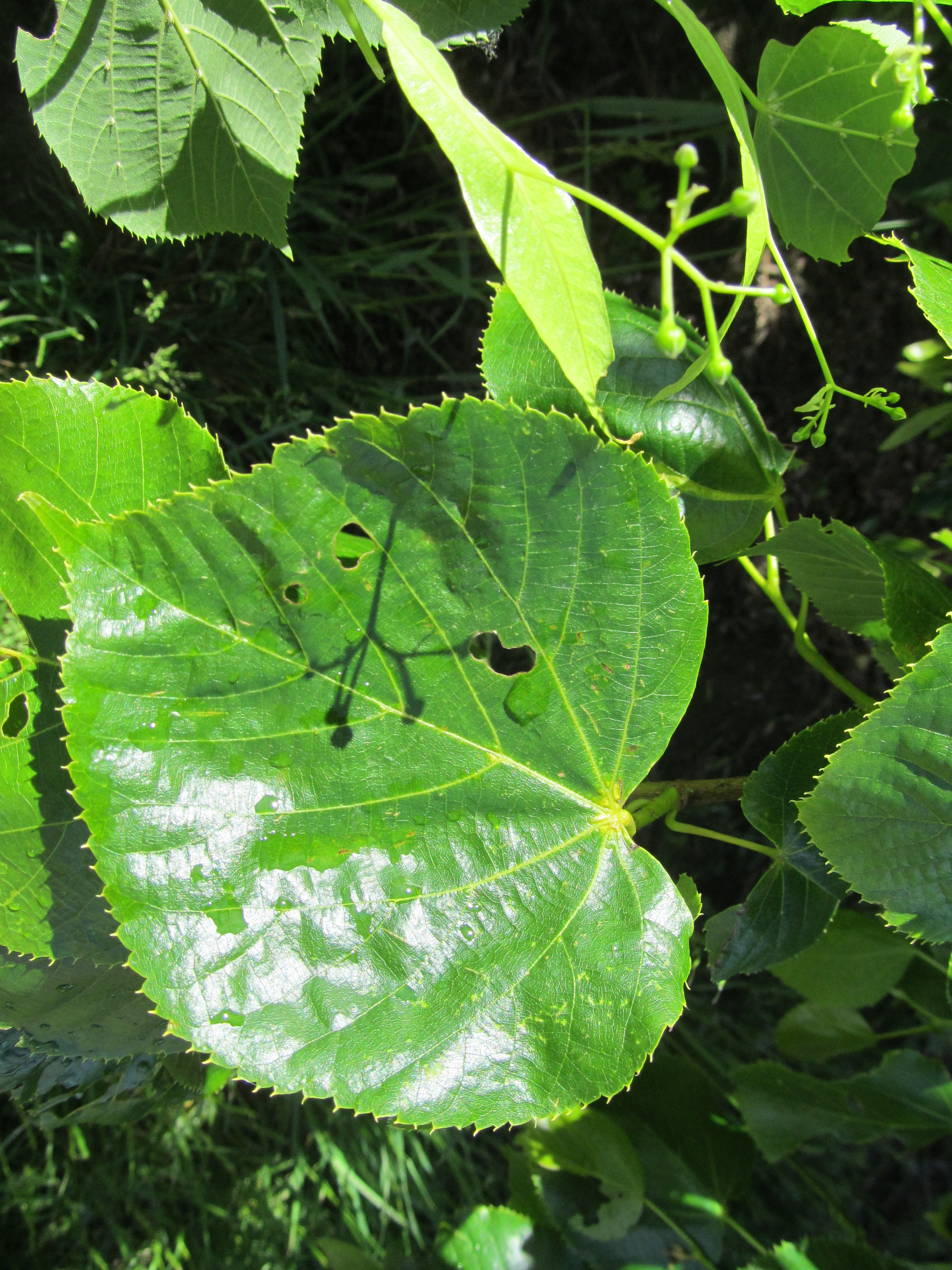
Liść

Tilia dasystyla Steven – gatunek drzewa z rodziny ślazowatych. Występuje naturalnie na obszarze od zachodniej części Rosji po Iran. 

## Morfologia
PokrójZrzucające liście drzewo dorastające zwykle do 15–20 m wysokości.
LiścieBlaszka liściowa ma niemal okrągły kształt. Mierzy 7–9 cm długości oraz 5–7 cm szerokości, jest ząbkowana na brzegu, ma sercowatą nasadę i spiczasty wierzchołek. Ogonek liściowy jest nagi, o długości 20–30 mm.
KwiatyZebrane w wierzchotkach wyrastających z kątów podsadek o długości 8 cm. Mają 5 lancetowatych działek kielicha o długości 5 mm. Płatków jest 5, mają odwrotnie jajowaty kształt i do 5–6 mm długości.

## Zmienność
W obrębie tego gatunku oprócz podgatunku nominatywnego wyróżniono dwa podgatunki:
- Tilia dasystyla subsp. caucasica (V. Engl.) Pigott – występuje w południowo-zachodniej Rosji. Dorasta do 30–35 m wysokości. Blaszka liściowa ma kształt od owalnego do niemal okrągłego. Mierzy 4–8 cm długości oraz 5–8 cm szerokości, jest ząbkowana na brzegu, ma nasadę od sercowatej do rozwartej i spiczasty wierzchołek. Ogonek liściowy jest owłosiony i ma 50 mm długości. Kwiaty zebrane są po 3–10 w wierzchotkach wyrastających z kątów podsadek o długości 8–12 cm. Mają działki kielicha o lancetowatym kształcie i dorastające do 5–6 mm długości oraz odwrotnie jajowate płatki osiągające do 6–7 mm długości[6].
- Tilia dasystyla subsp. multiflora (C.K. Schneid.) Pigott – występuje endemicznie w Gruzji i Abchazji. Kwiaty są zebrane po 10–20 w wierzchotkach[7].